# تاريخ الغزل والحياكة في سورية
\دتاريخ الغزل والحياكة في سورية

## اقتباس
الإدريسي: 
ومصانعها في كل ذلك عجيبة، تضاهي ديباجها بديع ديباج الروم وتقارب ثياب دستوا وتنافس أعمال أصفهان، وتشف على أعمال طرز نيسابور، من جليل ثياب الحرير المصممة، وبائع ثياب تنيس...
فمدينة دمشق شهيرة بصناعتها النسجية الجيدة الراقية وقد كانت (القيمرية) تدعى بالهند الصغرى تبعا لهذه الشهرة ففيها كانت تتركز صناعة المنسوجات والحرير والاتجار بها... ولا تزال بقايا هذه الصناعة حتى اليوم في دمشق. 

## حكاية صناعة الغزل والنسيج
لصناعة الغزل والحياكة والنسيج في سورية أصول وحكاية وتاريخ عريق يعود إلى آلاف السنين. فقد عرفت صناعة المنسوجات في الحضارات السورية القديمة في مملكة ماري وإبلا ودمشق وحلب وتدمر وحماة وحمص وغيرها، وتوارثته الأجيال لتصبح الصناعة السورية وخاصة صناعة الغزل والنسيج من أجود وأشهر الصناعات بين دول العالم. تعتمد الصناعة النسيجية أكثر ما تعتمد على تحضير الغزول، والخيوط، إذ أن عملية النسج ليست كل شيء بل لابد من أعمال كثيرة قبل النسج. فبعد أن يهيئ المعلم الحرير والغزل يعطيه إلى الصناع الذين يقومون بعمله من كبابة وفتال ومسدى وصباغ ومزايكي وملقي ومنها يأتي دور الحائك، ومن ثم يستلمها الدقاق وبعدها يحول النسيج إلى المكبس. وحرفة الكبابة مختصة بالنساء تستلم الواحدة منهن قطع الحرير فتحلها وتفرقها إلى أنواع منها ما يعرف بالرفايع والزغبة والبذة والمشاقة... كل على حدة. ثم تعمل في كل صنف فتلف طاقة على كوفية تأخذ بتدويرها وفي أثناء ذلك تتعهد الطاق من القطع فتربطه إذا انقطع وتخلصه إذا تشابك مع غيره... وهكذا حتى تجعل كل صنف شموطة على حدة. 

## الفتّال
بعد التحضير من قبل المعلم وتجهيز الحرير يأتي دور الفتال وهو يفتل الحرير. ذلك أن الحرير يبل أولاً بالماء ثم يضعه على الكوفية، ويلف طاقة على ماسورة ويراعي في ذلك ضبط اللف عليها. وعندما تأخذ الماسورة حدها يقطع الطاق، ويلف على ماسورة أخرى، وعند امتلاء جملة المواسير يضع تلك المواسير على محل يعرف (بكشك الدولاب) ويعلق كل طاق من تلك المواسير على جلخ, والجلخ مركب من ستة أصابع خشب طول الإصبعة ثلث ذراع ويجمع تلك الأصابع دائرتان من خشب، دائرة بأعلى الستة أصابع مستديرة بها والثانية بالأسفل وهي مستديرة أيضا لكنها أكبر...
يعلق كل طاق من الماسورة على جلخ وتتركب الجلوخ فيما يعرف بالصندوق وهو يتسع لستة وعشرين جلخاً، وعليه يتركب ما يسمى بالدست وحينئذ يدار الدولاب الكبير يشغل كشك الدولاب المركبة به المواسير والصندوق المركب عليها الدست ويتعهده الصانع أيضا حين برم الدولاب من القطع مع غاية الضبط حتى إذا ما نفد ما على الماسورة من الحرير يعقد آخر الطاق بطاق ماسورة غيرها ويركبها محل الأولى..
وهكذا حتى يأخذ الدست حده فيرفعه من الصندوق ويسلمه إلى المسدّي.

## المسدّي
هذا المرحلة عند تسليم الدست أو مجموعات العمل إلى المسدي، الذي يقوم بعمله ويرتب ويصف الدست على الأرض بجانب بعضه، حيث يكون فوقه تخت من خشب يعلو عليه ذراعان بأربعة قوائم. ويركب في ذلك التخت قطعة من النحاس مثقوبة أثقابا صغيرة تعرف بـ (العرش). فيأخذ المسدي من كل جلخ طاقا من الحرير يدخله في ثقب، ويجمع تلك الطيقان حيث يكون منصوباً بجانب التخت دوارة من خشب مؤلفة من أربع أساطين (ج أسطوانة) طول كل أسطوانة حوالي 150 سم، ويجمع بين كل اسطوانتين عارضان خشبيان بنفس الطول ويربط تلك الأساطين عمود من الخشب يشد إلى وسطهن، وتكون هذه الأساطين في أسفل هذا العمود مسطحة بعمود يركب على لبنة من الحديد، وإلى أعلاه عارضة من الخشب ثابتة مثقوبة من نصفها مما يحاذي لبنة الحديد السفلى، ويدخل بذلك ثقب رأس العمود المصفح، وذلك لأجل دوران تلك الدوار.
ولطرفي كل من الأسطوانتين القائمتين أثقاب صغيرة على قدر نصف طولها يدخلها بها أصابع من خشب مخروطة بطول بضع سنتيمترات وذلك ليعلق عليها الحرير. فيقف الصانع بين التخت والدوارة ويأخذ بيده طيقان الحرير من الأثقاب ويلفها على دوارة، ويدور الدوارة بيده الثانية ويلف عليها الطيقان من نصف الدوارة لأعلاها ومن أعلاها إلى المحل الأول. وهكذا يستأنف العمل حتى يتم العدد المطلوب حسب رغبة المعلم، وفي أثناء ذلك يلاحق الطيقان ويربط من انقطع منها، ويخلص من تشبك وعند إتمام ذلك يوقف الدوارة ويقطع الحرير من طرفها، ويعقد الطرف الثاني بالشلة. ومن ثم يأخذ في حل ما لفه على الدوار يلفه على ذراعه حتى إذا تم ذلك يعقده. ويعرف ذلك الحرير بالشقة.

## الصبّاغ
مرحلة الألوان والصباغة حيث يقوم الصبّاغ وهو من يصبغ شقق الحرير بعد أن يفرغ منها المسدي ويكون ذلك على ألوان متعددة فمنه ما يعرف بصباغ النيل، وما يعرف بصباغ الملون وهو من يصبغ ألوان الحرير والغزل على ألوان فمنها الأحمر والأصفر والأبيض والذهبي والبرتقالي والكحلي واللازوردي... على حسب طلب المعلم.

## المزايكي
عند انتهاء صبغ شقق الحرير يأتي دور المزايكي حيث يذهب بها إلى مكان مخصص. وكثيراً ما كان قديما ينصب المزايكي عمله في البساتين بعد تجهيز المكان. فيدخل أوتاداً من حديد أو خشب في دكوك البساتين ويعلق عليها تلك الشقق. ويحرص على أن لاتصل الأرض لأن طولها يتراوح بين الـ 15 متر فما فوق، وبالتالي يلاحظ الطيقان التي انقطعت أثناء الصبغ فيربطها، ويخلص ما تشابك منها.

## الملقي
عندما إتمام شغل المزايكي من الحرير يسلمه إلى الملقي، الذي يهيئه بدوره للحائك فيركب السدى على البز، وهو من قضبان القصب تتخللها الخيطان وله مشط، فيدخل طيقان السدي كل طاق وحده، في سن المشط... وعند إتمام ذلك وربط ما انقطع تسلم إلى الحائك.

## الحايك
وهو من يحول الخيطان إلى نسيج سدى في الطول، ولحمة في العرض على هيئة مخصوصة معلومة وذلك على النول.. وصناع الحياكة مختلفون فمنهم من يحيك الدامسكو ومنهم من يحيك البروكار أو الأغباني ومن يحيك الالاجا والديما والبرنكجية والكفافي والشراشف والأثواب الصالحانية والعبي...

## الدقاق
وهو من يدق أثواب الحرير المسماة بصاياة الألاجا وأثواب القطن المسماة الديما، في اصطلاح أهالي دمشق، وطريقة دق ثوب الحرير هي أن تغسل الصاية من أثر النشاء بعد نسجها ويأخذها الدقاق فيبخها بالماء، فينزل الماء من فمه عليها ناعما، ثم يثنيها شيئا فشيئا ويدقها قليلا بآلة من خشب ثقيلة مخصوصة تسمى المدقة. ثم تطوى طيا مخصوصا وتدق في آخر طية دقا محكما بلا عنف شديد، فيحسن لونها ويظهر تموجها مع البريق واللمعان.
وكان لهذه الحرفة السوق الكائن برأس سوق البزورية المسمى باسم حرفتهم (الدقاقين) وقد أزيل منذ أكثر من خمسين سنة وصار مكانه قهوة مشهورة تسمى ب قهوة سوق الدق. وسبب إزالة هذا السوق أن الجيرة تضجرت من كثرة الدق وزعم رؤساء البنائين للمجلس البلدي أن هذا الدق يضر بالبنيان، فأزيلت بهذا السبب... ويحتل مكان السوق بل والقهوة اليوم شارع جديد يسمى شارع حسن الخراط وفيه يمتد سوق البزورية. ثم توضع الأثواب في المكبس بعد الدق لزمن معين وبعدها تنقل إلى التاجر إلى أن تستريح ومن ثم تكشف فيظهر لها برق ولمعان كالأمواج.

## عراقة الصناعة وتطورها وتفوقها
قام في القرن الماضي صناع سوريون من دمشق وحلب وغيرها من الذين يعملون في هذه الصناعة، ويكملون مسيرة أجدادهم ممن يعملون في صنع النسيج من الحرير، والقطن بالطرق التقليدية... فوقفوا بما اخترعوا من الأنوال والألات والمعدات بأصالتها في وجه النسيج المصنوع في الغرب، وعملوا الديما، والألاجا، والشالة، وجددوا صناعة نسيج الدامسكو والبروكار والأغباني تلك المنسوجات السورية التي لا تزال رائجة بالرغم من كثرة منافسة الصناعة الأجنبية، بل أن الأجانب أنفسهم، ولاسيما السياح، يقبلون إلى اليوم، على هذه المنسوجات. فلا يكاد الزائر الأجنبي يؤم دمشق حتى يستلفت انتباهه على الفور نسيج البروكار والدامسكو، فيقبل عليه يبتاع أطاريف وروائع منه يهديها لمعارفه وذوي قرباه في بلاده مفاخراً مزهواً.
ويكفي أن تعرف أن أحد أثواب زفاف الملكة إليزابيث ملكة بريطانيا كان مصنوعا من بروكار معامل النعسان في دمشق. حتى أن صانعيه أنتجوا منه نوعا سموه (إليزابيث). ورغما عن ازدهار مختلف أنواع الأنسجة فان البروكار الدمشقي ظل وسيظل في مواكب الصناعات والأنسجة الطريقة النادرة في المقدمة ينتزع الإعجاب.
وبالتالي حظت هذه الصناعات النسيجية السورية بثقة الأسواق وتصدر إلى الكثير من الدول، فقد عرفت منذ القدم واليوم تصدر المنسوجات السورية إلى أوروبا، وإيطاليا، وفرنسا، وسويسرا، وألمانيا، والدول العربية المجاورة، ودول الخليج، والعراق، وإيران، وإلى إنكلترا، وأميركا، لمتانتها وجمالها وشفافيتها.

## الزخارف والنقوش
وكانت زخارف المنسوجات الحريرية تصنع بواسطة المكوك على النول وهذا يختلف طبعاً عن الأقمشة ذات الزخارف المطرزة، التي كانت تضاف إلى خيوط اللحمة بواسطة الإبرة، حيث تغل غلاً. وبصورة عامة كانت جميع الرسوم على البروكار والدامسكو تغل قبل استعمال الجاكار... وقد كانت أقمشة العصر الإسلامي الأول الحريرية أو الصوفية تتبع باستمرار, أسلوب المنسوجات الساسنية، والمسيحية الشرقية، والسورية القديمة، ثم ظهرت التأثيرات الإسلامية التي تمتاز بتدرج التحديدات للأشكال المرسومة في العهد الأموي. وقد استمر تأثير الساساني على سورية حتى أوائل العصر العباسي. ثم بدأت التأثيرات السلجوقية تبدو واضحة في براعة استخدام العقبان والأشجار النخيلية في الزخرفة, أما المنسوجات ذات الأسلوب الصيني فترجع إلى القرنين الرابع عشر والخامس عشر حيث كانت مدن سورية من أهم المحطات على طريق الحرير.